# یوشیتو ماتسوشیتا
یوشیتو ماتسوشیتا (انگلیسی: Yoshito Matsushita؛ زادهٔ ۲۹ اکتبر ۱۹۸۹) بازیکن فوتبال اهل ژاپن است.